# Bergeronia sericea
Bergeronia es un género monotípico de plantas con flores perteneciente a la familia Fabaceae. Su única especie: Bergeronia sericea Micheli, es originaria de Argentina y Paraguay.

## Taxonomía
Bergeronia sericea fue descrita por Marc Micheli y publicado en Mémoires de la Société de Physique et d'Histoire Naturelle de Genève 28: 7. 1883.